# 5 март
5 март е 64-тият ден в годината според григорианския календар (65-и през високосна година). Остават 301 дни до края на годината.

## Събития
- 1558 г. – Испански мореплаватели донасят в Европа тютюна за пушене.
- 1684 г. – Австрия, Полша, Венеция и Русия създават Свещена лига за борба срещу Османската империя.
- 1792 г. – Революционното правителство във Франция затваря Сорбоната и всички теологически факултети в страната.
- 1821 г. – Джеймс Монро встъпва във втори мандат като президент на САЩ.
- 1867 г. – Играе се финалът на първия организиран турнир по футбол Йодан Къп в Шефилд, Англия.
- 1868 г. – Започва процедура на импийчмънт на президента на САЩ Андрю Джонсън.
- 1927 г. – Започва да излиза вестник Работническо дело.
- 1933 г. – На парламентарните избори в Германия нацистите побеждават с 44%.

- 1940 г. – Катинското клане: Членовете на съветското Политбюро издават заповед за екзекуция на 25 000 души от полската интелигенция, в това число 17 500 военнопленници.
- 1946 г. – Уинстън Чърчил произнася реч в американския град Фултън, с която обявява, че Европа е разделена от „желязна завеса“, на изток от която се налага съветската система.
- 1948 г. – VI велико народно събрание на България приема Закон за национализиране на едрата градска недвижима собственост.
- 1955 г. – Елвис Пресли е показан за първи път по телевизията.
- 1960 г. – Започва излъчването на телевизионната рубрика Лека нощ, деца.
- 1966 г. – Самолетът при полет 911 на БОЕК се разпада във въздуха поради турбуленция и се разбива в планината Фуджи, Япония и убива всички 124 души на борда.
- 1967 г. – Самолетът при полет 837 на „Вариг“ се разбива поради пилотска грешка по време на заход към писта 04 на международното летище „Робъртс“, Либерия и убива 55 души.
- 1970 г. – Влиза в сила Договора за неразпространение на ядреното оръжие, подписан от 43 страни на 1 юли 1968 г.
- 1974 г. – Война от Йом Кипур: Израел прекратява окупацията си на Суецкия канал.
- 1982 г. – Съветският космически апарат Венера 14 достига повърхността на Венера.
- 1998 г. – НАСА съобщава, че космическата сонда Клементин, обикаляща около Луната, е открила достатъчно вода за поддържане на човешка колония.
- 2000 г. – Британски учени извършват първото клониране на свиня.
- 2003 г. – На Марс е открито замръзнало езеро.

## Родени
- 1133 г. – Хенри II, крал на Англия († 1189 г.)
- 1326 г. – Лайош I, крал на Унгария, Хърватия, Славония и Полша († 1382 г.)
- 1512 г. – Герардус Меркатор, фламандски картограф († 1594 г.)
- 1575 г. – Уилям Отред, английски математик († 1660 г.)
- 1637 г. – Ян ван дер Хейден, холандски художник и изобретател († 1712 г.)
- 1696 г. – Джовани Батиста Тиеполо, италиански художник († 1770 г.)
- 1800 г. – Огюст Викенел, френски геолог († 1867 г.)
- 1815 г. – Мехмед Емин Али паша, османски държавник († 1871 г.)
- 1821 г. – Стефан Веркович, сръбски фолклорист и етнолог († 1893 г.)
- 1830 г. – Чарлз Томсън, шотландски океанограф и биолог († 1882 г.)
- 1862 г. – Зигберт Тараш, немски шахматист († 1934 г.)
- 1871 г. – Роза Люксембург, полска еврейка, социалистическа революционерка († 1919 г.)
- 1879 г. – Уилям Бевъридж, британски икономист († 1963 г.)
- 1882 г. – Павел, български духовник и архиерей († 1940 г.)
- 1883 г. – Радул Милков, български военен пилот († 1962 г.)
- 1889 г. – Никола Алексиев, български писател († 1957 г.)
- 1891 г. – Юлия Казаска, българска писателка – франкофонка († 1976 г.)
- 1893 г. – Константин Муравиев, министър-председател на България († 1965 г.)
- 1898 г. – Чжоу Енлай, китайски комунистически политик и държавник († 1976 г.)
- 1908 г. – Кръстьо Белев, български писател († 1978 г.)
- 1908 г. – Рекс Харисън, британски актьор († 1990 г.)
- 1910 г. – Юзеф Марчинкевич, полски математик († 1940 г.)
- 1915 г. – Венко Марковски, български писател († 1988 г.)
- 1918 г. – Джеймс Тобин, американски икономист, Нобелов лауреат през 1981 г. († 2002 г.)
- 1922 г. – Пиер Паоло Пазолини, италиански писател и кинорежисьор († 1975 г.)
- 1928 г. – Джоузеф Хилис Милър, американски литературен теоретик и историк англицист († 2021 г.)
- 1933 г. – Валтер Каспер, германски духовник
- 1934 г. – Даниел Канеман, израелски психолог и Нобелов лауреат през 2002 г. († 2024 г.)
- 1942 г. – Майк Резник, американски писател († 2020 г.)
- 1942 г. – Фелипе Гонсалес, министър-председател на Испания
- 1944 г. – Лучио Батисти, италиански поп певец († 1998 г.)
- 1944 г. – Ристо Шанев, македонски поет
- 1948 г. – Вирджиния Харт, американска писателка
- 1948 г. – Еди Грант, американски и британски реге певец от гвиански произход
- 1951 г. – Юрий Кравченко, украински политик († 2005 г.)
- 1958 г. – Анди Гиб, австралийски поп певец († 1988 г.)
- 1960 г. – Адриана Благоева, български диригент († 2025 г.)
- 1964 г. – Жорди Галсеран, каталонски драматург
- 1965 г. – Самвел Бабаян, арменски политик и военачалник
- 1970 г. – Джон Фрушанте, американски музикант (Red Hot Chili Peppers)
- 1972 г. – Лука Турили, италиански китарист и композитор
- 1974 г. – Ева Мендес, американска актриса
- 1974 г. – Мат Лукас, британски комик
- 1975 г. – Джолийн Блалок, американска актриса
- 1985 г. – Кеничи Мацуяма, японски актьор
- 1986 г. – Александър Барт, френски футболист
- 1989 г. – Стърлинг Найт, американски актьор

## Починали
- 1534 г. – Антонио да Кореджо, италиански художник (* 1489 г.)
- 1815 г. – Франц Месмер, германски изследовател на хипнозата (* 1734 г.)
- 1827 г. – Алесандро Волта, италиански физик (* 1745 г.)
- 1827 г. – Пиер-Симон Лаплас, френски математик, астроном и философ (* 1749 г.)
- 1872 г. – Ангел Кънчев, български революционер (* 1850 г.)
- 1908 г. – Върбан Винаров, български военен деец (* 1856 г.)
- 1925 г. – Йохан Йенсен, датски математик (* 1859 г.)
- 1927 г. – Кръстю Маринов, български военен деец (* 1855 г.)
- 1933 г. – Анастасия Головина, първата българска лекарка (* 1850 г.)
- 1933 г. – Петко Наумов, български композитор и музикален педагог (* 1879 г.)
- 1943 г. – Сирак Скитник, български писател (* 1883 г.)
- 1944 г. – Макс Жакоб, френски поет (* 1876 г.)
- 1947 г. – Алфредо Касела, италиански художник (* 1883 г.)
- 1950 г. – Едгар Ли Мастърс, американски поет (* 1869 г.)
- 1953 г. – Йосиф Сталин, авторитарен ръководител на Съветския съюз (* 1879 г.)
- 1953 г. – Сергей Прокофиев, руски композитор (* 1891 г.)
- 1966 г. – Анна Ахматова, руска поетеса (* 1889 г.)
- 1970 г. – Христо Стоянов, български политик (* 1892 г.)
- 1977 г. – Том Прайс, британски пилот от Формула 1 (* 1949 г.)
- 1982 г. – Джон Белуши, американски актьор (* 1949 г.)
- 1984 г. – Тито Гоби, италиански баритон (* 1913 г.)
- 1984 г. – Уилям Пауъл, американски актьор (* 1892 г.)
- 1993 г. – Сирил Колар, френски писател и режисьор (* 1957 г.)
- 1999 г. – Кръстан Дянков, български журналист, фотограф и преводач на американска литература (р. 1933 г.)
- 2000 г. – Лоло Ферари, френска актриса (* 1963 г.)
- 2002 г. – Орфей Цоков, български сценарист (* 1937 г.)
- 2011 г. – Алберто Гранадо, аржентински и кубински доктор, писател и учен (* 1922 г.)
- 2013 г. – Уго Чавес, президент на Венецуела (* 1954 г.)
- 2013 г. – Христо Добрев, български военен деец (* 1923 г.)